# Dragove
Dragove (italsky Dragovo) je malá vesnice a přímořské letovisko v Chorvatsku v Zadarské župě, nacházející se na ostrově Dugi otok, spadající pod opčinu Sali. V roce 2011 zde žilo celkem 36 obyvatel. V roce 1991 většinu obyvatelstva (91,36 %) tvořili Chorvati.
Sousedními vesnicemi jsou Božava, Brbinj, Savar, Soline, Verunić a Veli Rat. Nejdůležitější dopravní komunikací je silnice D109.